# 事情変更の原則
事情変更の原則（じじょうへんこうのげんそく）とは、契約締結時に前提とされた事情がその後大きく変化し、当初の契約どおりに履行させることが当事者間の公平に反する結果となる場合に契約の解除や契約の改定を認める法原理。

## 理論
ドイツでは第一次世界大戦後に著しいインフレーションがおこり、契約の価格改定を求める訴訟が頻発し、その根拠となったのが行為基礎の変更の法理である。同様の法原理は英米法にもみられる。一方、フランスのように制限的にしか認めていない場合もある。
日本で初めて事情変更の原則について論じたのは、ドイツ留学から帰国した岩田新東京商科大学（現一橋大学）教授が、1924年に『東京商大商学研究』で発表した論文「clausula rebus sic stantibusに就て」である。このような考え方は複数の実定法規程において具現化されているが（民法第589条、第610条、借地借家法第11条、第32条等）、一般原則として定めた規定が存在するわけではなく、判例・学説は、信義誠実の原則（以下「信義則」という。）を根拠として一定の要件の下で事情変更の原則の適用を認めている。大審院は1944年（昭和19年）に初めて事情変更による契約解除を認めた。最高裁も事情変更の原則の法原理は認めているが、その適用には厳格な態度をとっており、契約解除や契約改定を認めた例はない。

### 要件
1. 契約締結後に著しい事情（当該契約の基礎となっていた客観的事情）の変更が生じたこと
2. 著しい事情の変更を当事者が予見できなかったこと
3. 著しい事情の変更が当事者の責に帰すべからざる事由によって生じたこと
4. 契約どおりの履行を強制することが著しく公平に反し、信義則にもとること

### 効果
事情変更の原則の適用の効果は契約解除または契約改定である。

## 実務での対応

### 条件変更
建設工事の場合、各種の調査を行って実施される設計に基づく設計と積算によって予算書が作成され予定価格が算出され、入札と落札を経て工事契約が締結される。しかし実際に工事に着手すると、契約時の条件が実際とは異なる場合や、工事着工以前には予見できなかった条件が出てくる場合もある。
建設工事請負契約約款では、第19条に条件変更等の規定がある。
提示された図面、仕様書、閲覧設計書が一致しない場合、設計図書に誤謬または脱漏がある場合、設計図書の表示が明確でない場合、工事現場の形状、地質、湧水等の状態、施工上の制約等設計図書に示された自然的または人為的な施工条件と実際の工事現場が一致しない場合が設計変更に該当するとされており、このほか設計図書で明示されていない施工条件や、予期することのできない特別の状態が生じた場合についてもこの設計変更が適用される。また、設計図書の訂正、工期、請負代金額の変更、あるいは、損害を及ぼした場合の補償についても規定されている。

### 設計変更
国土交通省 港湾局では、改正品確法の基本理念に基づき港湾工事における契約変更事務ガイドライン (PDF) を設けている。このガイドラインで設計変更とは、工事の施工に当たり、設計図書の変更にかかるものを、契約変更とは、設計変更により、工事請負契約書に規定する各条項に従って、工期や請負代金額の変更にかかるものとしている。